# Empress of Britain (schip, 1931)
De RMS Empress of Britain was een Brits passagiersschip van 42.348 ton. Ze werd gebouwd en afgewerkt in mei 1931 op de scheepswerf John Brown & Co Ltd, Clydebank. De eigenaar was Canadian Pacific Steamships Ltd, Montreal, Canada. Haar thuishaven was Londen. De RMS Empress of Britain had op 26 oktober 1940, toen ze vertrokken was vanuit Port Twefik in Egypte aan de Rode Zee bij het Suezkanaal, 623 opvarenden aan boord. Haar reisroute liep via Kaapstad naar Liverpool. Ze had als lading ook 300 ton suiker en 300 ton overheidsgoederen bij .

## Geschiedenis
In maart 1940 bracht ze troepen van Australië naar Europa en bracht toen Britse troepen van Suez via Kaapstad. 
Het verlies van het trotse passagiersschip RMS Empress of Britain, gebeurde op 26 oktober 1940, toen de ongeëscorteerde RMS Empress of Britain, met kapitein Charles Havard Sapsworth als gezagvoerder, werd aangevallen door een Duitse Fw Condor-bommenwerper, van de 2./KG 40 Gruppe, met piloot Oblt. Bernhard Jope, die twee bommen van 250 kg dropte op het passagiersschip. Dat gebeurde op 54°53’ N. en 10°49’ W. op 70 zeemijl ten noordwesten van de Araneilanden, met coördinatie van Donegal.
De meesten van de 416 bemanningsleden, twee artilleristen en 205 passagiers (militair personeel en hun families) verlieten het schip, en aan boord bleef slechts de eigenlijke kaderbemanning over. De passagiers werden opgenomen door HMS Echo (H 23) (Cdr. S.H.K. Spurgeon, DSC, RAN), de Britse A/S trawler HMS Cape Arcona en ORP Burza (H 73) (LtCdr. Pitulko), die het passagiersschip op sleeptouw namen tot zij door HMS Marauder (W 98) (Lt. W.J. Hammond, RNR) en HMS Thames werden overgenomen, die op doortocht waren naar de Clyde. Later namen de sleepboten HMS Seaman (W 44) en Raider ook aan de bergingsoperatie deel.
Het bergingskonvooi had een snelheid van 4 knopen (7,40 km/u) en werd begeleid door HMS Broke (D 83) (Cdr. B.G. Scurfield, RN) en HMS Sardonyx (H 26) (LtCdr. R.B.S. Tennant, RN). Men kreeg in de loop van de dag luchtdekking van Short Sunderland-watervliegtuigen. Op 28 oktober, werden 3 torpedo’s afgevuurd door de U-32 van kptlt. Hans Jenisch die de Empress of Britain in de scheepsflank troffen. De U-32 had het konvooi bijna 24 uur gevolgd, en sloeg ten noordwesten van Bloody Foreland (county Donegal) toe. 25 bemanningsleden en 20 passagiers werden hierbij gedood. De Empress of Britain zonk weg in positie 55°16’ N. en 09°50’ W. Van de 623 opvarenden overleefden 578 deze scheepsramp.